# أوستين هاميلتون
أوستين هاميلتون (بالسويدية: Austin Hamilton)‏ هو عداء سريع سويدي، ولد في 29 يوليو 1997 في جامايكا.

## وصلات خارجية
- أوستين هاميلتون على موقع الاتحاد الدولي لألعاب القوى (الإنجليزية)
- أوستين هاميلتون على موقع الدوري الماسي (الإنجليزية)